# Sicherungstechnik
Der Begriff Sicherungstechnik wird in der Regel in Normen, Richtlinien und Regelwerken verwandt, wenn es um die materielle Sicherheit geht, wie z. B. beim Einbruchschutz bzw. Objektschutz und der Sicherheit bzw. Vertraulichkeit von Daten (Verschlüsselungstechnologien, Authentifizierungsmechanismen). Bei der Sicherungstechnik handelt es sich grundsätzlich um die Erkennung, Begrenzung und Abwehr von Bedrohungen gegen materielle bzw. virtuelle Einrichtungen, Gegenstände bzw. Sachen.
Im Englischen stehen die beiden Begriffe Security (englisch für „Schutz“) und Safety (englisch für „Gefahrlosigkeit“) für zwei voneinander getrennte Aspekte. Im Deutschen bildet oft zweimal das Wort „Sicherheit“ die Basis des Begriffs. Dies führt regelmäßig zu Verständigungsschwierigkeiten, da beide Seiten den Begriff unterschiedlich interpretieren können.
Der Begriff Security wird daher im Zusammenhang mit technischen Sicherungsmaßnahmen (Sicherungstechnik) genutzt, z. B. IT-Security.
Dies im Gegensatz zum Begriff Safety, bei dem grundsätzlich die Betriebssicherheit gemeint ist. Somit steht hier das Verhindern von Einwirkungen auf lebende Individuen (z. B. Schutz von Menschen) im Vordergrund. Hierbei handelt es sich um vorbeugende Maßnahmen gegen den Eintritt von Ereignissen (Vorfällen, Unfällen und anderen unerwünschten Zuständen), die ihren Ursprung in nichtbeabsichtigten menschlichen und/oder technischen Unzulänglichkeiten haben, sowie mit der Begrenzung oder Beherrschung solcher Vorfälle, und mit allgemeinen Problemen der Arbeitssicherheit. Im Bereich der klassischen Safety werden so z. B. in potenziell gefährlichen Maschinen Funktionen implementiert, um Menschen und Umwelt zu schützen.
Die Sicherungstechnik hingegen befasst sich mit vorbeugenden Maßnahmen gegen den Eintritt von Ereignissen (Handlungen, Delikten und anderen unerwünschten Zuständen), die durch Personen in böswilliger Absicht begangen werden, sowie mit der Begrenzung oder Beherrschung solcher Vorfälle und des daraus resultierenden Schadens.
Es wird unterschieden zwischen mechanischer Sicherungstechnik (z. B. Schlösser) und elektronischer Sicherungstechnik (z. B. Cyber-Security, IT-Security).
Bei Gefahrenmeldeanlagen (z. B. Brandmeldeanlagen, Einbruchmeldeanlagen, Überfallmeldeanlagen), Notfall- und Gefahren-Reaktions-Systeme, Videoüberwachungsanlagen oder ähnlichen Anlagen spricht man korrekterweise jedoch nicht von Sicherungstechnik, sondern von Überwachungstechnik. Solche Anlagen können nicht direkt sichern (z. B. einem Täter einen Widerstand entgegensetzen), sondern lediglich überwachen.